# Infadels
Infadels est un groupe de rock britannique, originaire du quartier de Hackney, à Londres, en Angleterre. Leur premier album, We Are Not the Infadels, est produit par Jagz Kooner et publié en janvier 2006. Un deuxième album, Universe in Reverse, produit par Martin « Youth » Glover, est publié en juin 2008. Leur troisième album, The Future of the Gravity Boy, est publié le 9 juin 2012. La même année, le groupe cesse ses activités.

## Biographie

### Débuts (2003–2007)
Le groupe est formé en 2003 par le batteur Alex Bruford, fils du batteur Bill Bruford, du groupe Yes, le guitariste Matt Gooderson et le chanteur Bnann, le groupe est très rapidement reconnu pour ses représentations frénétiques. Le groupe sort Leave Your Body et Can't Get Enough/Murder that Sound, sur leur propre label, Dead at Thirty, puis les récompenses pour « Meilleure représentation sur scène » et « Meilleur groupe dance » aux Diesel-U-Music Awards de 2004 leur ont ouvert la voie vers un contrat avec le label Wall of Sound. Murder that Sound fait partie du choix de musiques d'ambiance du jeu vidéo Gran Turismo 4.
En janvier 2005, The Infadels gagnent les studios avec le producteur Jagz Kooner, et leur premier album We Are Not the Infadels, sort l'année suivante en janvier 2006. Il est produit par Jagz Kooner. La tournée de promotion compta plus de 150 shows dans 20 pays, sur tous les continents, à l'affiche de 35 festivals, de la Chine à la Corée, deux tournées en Australie et autant en Angleterre et aux États-Unis.

### Universe in Reverse(2008)
We Are Not the Infadels est suivi par un deuxième album, Universe in Reverse, sorti en juin 2008, sur le label est Wall of Sound. Très tôt après leur formation, le groupe est renforcé par Richie Vernon (synthétiseurs, lors des représentations sur scène), puis Wag Marshall-Page (basse).
Play Blind, premier titre promotionnel issu du deuxième album, est offert en téléchargement gratuit en février 2008, et le deuxième titre promotionnel, Make Mistakes, suivit en avril, puis Free Things For Poor People en juin (la chanson atteint la première place des ventes Indie Singles). Le deuxième album du groupe, Universe in Reverse, sorti en juin 2008 : écrit principalement par Bnann et Matt, et produit par Martin « Youth » Glover (connu pour son travail en collaboration avec The Verve, Guns N' Roses, Depeche Mode). Le mardi 17 juin suivant, ils organisent une journée Trucs gratuits (Free Things Day), et jettent plusieurs milliers de livres Sterling depuis la fenêtre d'un bureau du centre de Londres. La journée se solda par une intervention policière. Le lundi 19 août, le groupe reçoit de son public néerlandais la récompense pour Meilleur groupe de l'année 2008 lors du festival Lowlands.

### The Future of The Gravity Boy(2009–2012)
En mars 2009, ils annoncent sur leur site MySpace qu'ils travaillent à la succession de l'album Universe in Reverse ; en juin, ils confirment, lors d'une interview, invités de l'émission That's Live! par la chaîne radio 3FM, que le troisième album s'intitulera The Future of The Gravity Boy. En mai sort via leur site officiel leur version d'un classique de Annie Lennox, Sweet Dreams. En juin, le single suivant, Ghosts, est diffusé sur les ondes anglaises (Radio 1 par le présentateur et DJ Alex Metric), suivi de rumeurs selon lesquelles le son électronique apprécié par le public des tout début serait respecté. Trois des morceaux prévus sur le nouvel album ont été joués lors d'un concert du mois d'août : Violent Oblivion, We Get Along et Explain Nothing.
Le troisième album du groupe, The Future of The Gravity Boy, sort en mars 2012. Le groupe se sépare la même année.

## Membres
- Bnann Watts - chant
- Matthew Gooderson - guitare
- Wag Marshall-Page - basse
- Richie Vernon - claviers
- Alex Bruford - batterie

## Discographie

### Albums studio
- 2006 : We Are Not The Infadels
- 2008 : Universe in Reverse
- 2012 : The Future of the Gravity Boy

### Singles
- Leave Your Body
- 2004 : Can't Get Enough/Murder that Sound
- 2005 : Jagger '67
- 2005 : Give Yourself to Me (Reality TV)
- 2006 : Can't Get Enough
- 2006 : Love Like Semtex
- 2006 : Girl That Speaks No Words
- 2008 : Make Mistakes
- 2008 : Free Things for Poor People
- 2008 : A Million Pieces